# Библиотека имени Чехова (станция метро)
"Библиотека имени Чехова" - нереализованная станция законсервированного дачного метрополитена в СНТ "Лесная Поляна", Кубинка. Расположится под Ягодной улицей между 188-м и 197-м участками. 

## Краткая информация
"Библиотека имени Чехова" - колонная станция, которая будет построена по типовому проекту "замоскворецкого типа" колонной трёхпролётной станции (архитекторы - В. Волович и О. Фарстова). Идейно-композиционный замысел оформления станции посвящён творчеству знаменитого русского писателя А. П. Чехова. Особенностью станции является потолок из сборного железобетона с круглыми нишами (кессонами), где плиты перекрытия будут выложены таким образом, что образуют секции с волнообразным контуром между пролётами станции. Потолок среднего пролёта будет расположен немного выше, что создаёт эффект большего пространства. Путевые стены станции "Библиотека имени А. П. Чехова" будут облицованы серо-голубым мрамором "уфалей". В вестибюлях станции и над входами будут размещены монументальные композиции, выполненные в технике флорентийской мозаики, которые посвящены по мотивам произведений А. П. Чехова (вишнёвое дерево в цвету, дама у садовой беседки, ночное небо и хлебная нива, комната с зелёным креслом и гитарой, жница с серпом и др.) За станцией в конце линии будут расположены оборотные тупики. 